# Agnes Sime Baxter
Pour les articles homonymes, voir Baxter.
Agnes Sime Baxter (Hill) (18 mars 1870 - 9 mars 1917) est une mathématicienne canadienne.

## Biographie
Agnes Sime Baxter est née le 18 mars 1870 à Halifax, en Nouvelle-Écosse. La famille Baxter avait émigré au Canada depuis l'Écosse. Son père, Robert Baxter, était directeur de la Halifax Gas Light Company, après avoir dirigé une compagnie de lumière électrique écossaise avant de déménager en Nouvelle-Écosse. 
Baxter s'est inscrite à l'Université Dalhousie en 1887. Ses études principales sont les mathématiques et la physique mathématique. Malgré le manque relatif de femmes dans ces domaines, Baxter obtient son baccalauréat en 1891 et elle est la première femme de l'université à obtenir un baccalauréat spécialisé. Elle a reçu plusieurs prix à l'obtention du diplôme, dont la Médaille Sir William Young pour le meilleur rang en mathématiques et en physique mathématique. Elle a terminé sa maîtrise à Dalhousie en 1892. 
De 1892 à 1894, elle est boursière à l'Université Cornell de New York. En obtenant son doctorat de l'Université Cornell en 1895 avec une thèse Sur les intégrales abéliennes, un résumé de l'intégrale abélienne de Neumann avec des commentaires et des applications, elle est devenue la deuxième femme canadienne et la quatrième en Amérique du Nord à recevoir un doctorat en mathématiques,. Les notes mathématiques de son superviseur James Edward Oliver ont été éditées par Baxter en 1894 et publiées plus tard.
Agnes Baxter a épousé le Dr Albert Ross Hill (en) le 20 août 1896. Le mariage a donné naissance à deux filles. Agnès a choisi de ne pas enseigner dans les établissements où son mari était professeur, bien qu'Albert lui ait attribué le mérite de l'aider dans son travail. 
Agnes Ross Hill est décédée le 9 mars 1917 à Columbia (Missouri) après une longue maladie. Elle a été inhumée au cimetière de Columbia,. À sa mort, son mari, Albert Ross Hill, a souhaité que la mémoire de sa femme soit préservée. Il a fait don de 1000 $ à l'Université Dalhousie pour l'achat d'une collection de livres à l'Université Dalhousie. L'université a également créé la salle de lecture Agnes Baxter au sein du département de mathématiques, statistiques et sciences de l'informatique. 